# Магнар Ісаксен
Магнар Ніколай Ісаксен (норв. Magnar Nikolai Isaksen, 13 жовтня 1910, Крістіансунн — 8 червня 1979, Осло) — норвезький футболіст, що грав на позиції нападника, зокрема, за клуб «Крістіансунн», а також національну збірну Норвегії.

## Клубна кар'єра
У футболі дебютував виступами за команду «Крістіансунн». 
Завершив професійну ігрову кар'єру у клубі «Люн».
| Дата       | Місто             | Господарі | Результат | Гості     | Турнір                        | Голи | Примітки |
| ---------- | ----------------- | --------- | --------- | --------- | ----------------------------- | ---- | -------- |
| 26.07.1936 | Стокгольм         | Швеція    | 3 – 4     | Норвегія  | товариський матч              | 1    | 29'      |
| 03.08.1936 | Берлін            | Норвегія  | 4 – 0     | Туреччина | Олімпійські ігри 1936         | -    |          |
| 07.08.1936 | Берлін            | Німеччина | 0 – 2     | Норвегія  | Олімпійські ігри 1936         | 2    | 7' 83'   |
| 10.08.1936 | Берлін            | Італія    | 2 – 1     | Норвегія  | Олімпійські ігри 1936         | -    |          |
| 20.09.1936 | Осло              | Норвегія  | 3 – 3     | Данія     | Чемпіонат П. Європи 1933—1936 | -    |          |
| 14.05.1937 | Осло              | Норвегія  | 0 – 6     | Англія    | товариський матч              | -    |          |
| 05.09.1937 | Гельсінкі         | Фінляндія | 0 – 2     | Норвегія  | Чемпіонат П. Європи 1937—1947 | -    |          |
| 19.09.1937 | Осло              | Норвегія  | 3 – 2     | Швеція    | Чемпіонат П. Європи 1937—1947 | 1    | 74'      |
| 10.10.1937 | Осло              | Норвегія  | 3 – 2     | Ірландія  | Відбір до ЧС 1938             | -    |          |
| 24.10.1937 | Берлін            | Німеччина | 3 – 0     | Норвегія  | товариський матч              | -    |          |
| 31.05.1938 | Осло              | Норвегія  | 1 – 0     | Естонія   | товариський матч              | -    |          |
| 05.06.1938 | Марсель           | Італія    | 2 – 1     | Норвегія  | ЧС 1938                       | -    |          |
| 17.06.1938 | Осло              | Норвегія  | 9 – 0     | Фінляндія | Чемпіонат П. Європи 1937—1947 | 1    | 3'       |
| 09.11.1938 | Ньюкасл-апон-Тайн | Англія    | 4 – 0     | Норвегія  | товариський матч              | -    |          |
| Усього     |                   | Матчів    | 14        |           | Голів                         | 5    |          |

Помер 8 червня 1979 року на 69-му році життя у місті Осло.

## Титули і досягнення
- Бронзовий олімпійський призер: 1936